# NGC 2069
NGC 2069 ist die Bezeichnung eines Emissionsnebels im Sternbild Dorado. Er ist ein Teil des Tarantelnebels.
Das Objekt wurde am 3. August 1826 von dem Astronomen James Dunlop entdeckt.